# Arbancón
Arbancón è un comune spagnolo di 157 abitanti situato nella comunità autonoma di Castiglia-La Mancia.